# 結合式武器

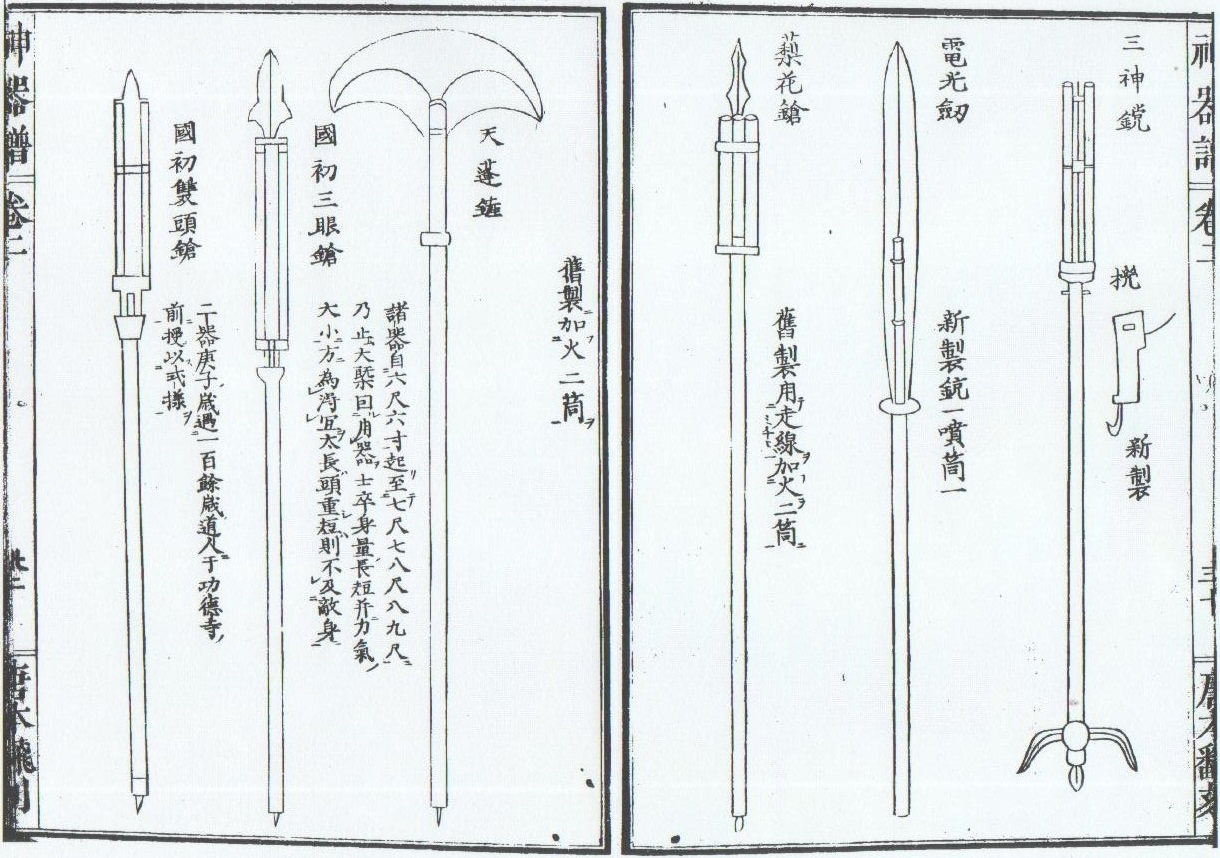
《神器譜》上的結合式武器。

結合式武器（Combination Weapons）是一種將銃器與冷兵器（鈍器或銳器）結合成一種有數種功能的武器，一把武器即可以用於射擊與格鬥。最早出現在16世紀的歐洲與亞洲，現代的匕首槍與裝上刺刀的步兵銃也屬於結合式武器。
最早出現的其中一種火器－火槍即是在槍上綁噴火筒的結合式武器，例如：梨花槍、飛火槍。明代的《神器譜》中有介紹把銃器與各種長柄武器相組合的武器，例如：三神钂、電光劍、梨花槍、天蓬鏟、三眼槍、雙頭槍。

兼有鳥銃與短槍功能的迅雷銃。

現代的匕首槍是一種結合式武器，外觀像是普通的匕首，但以匕柄作為彈匣，能發射子彈，達到出其不意以奇致勝的效果。
虛構作品中亦有不少結合式武器登場，如《最終幻想》、《夢幻之星Online2》、《魔法禁書目錄》、《食靈》、《RWBY》中皆有結合式武器登場。